# Charleroi Ville-Basse
La Ville-Basse est le nom d'un quartier de la Ville de Charleroi en Belgique.

## Localisation
Le quartier est actuellement délimite comme suit : au nord, la limite se situe au centre de l'avenue des Alliés, boulevard de l'Yser, boulevard Jules Audent et du boulevard Émile Evreux. À l'ouest et au sud, c'est le petit ring qui fait la limite. À l'est, le limites sont plus ou moins celles de l'ancienne commune de Charleroi.

## Histoire
Par le traité des Pyrénées de 1659, la frontière entre la France et les Pays-Bas espagnols est modifiée. Plusieurs places-fortes deviennent françaises laissant entre Mons et Namur un large couloir sans défenses en direction de Bruxelles. Devenu gouverneur des Pays-Bas en 1664, le marquis Francisco de Castel Rodrigo veut renforcer les défenses militaires. Le 18 juillet 1666 il signe un décret ordonnant l'édification d'un forteresse en bord de Sambre. La première pierre est posée le 3 septembre 1666 et la construction est baptisée Charleroi, nommé ainsi en l'honneur de Charles II, roi d'Espagne et des Pays-Bas. 

Dès le début de la construction, informé par des espions, Louis XIV décide de prendre Charleroi. De leur côté, les Espagnols sont également informés des intentions du roi. L'armée française entre en campagne en mai 1667 et envahit les Pays-Bas. C'est la guerre de Dévolution. Devant la menace, étant donné que la forteresse inachevée ne pouvait assurer une défense sérieuse, Castel Rodrigo l'abandonne et décide de la démolir. Ce qui sera fait, mais imparfaitement. Le 2 juin, Louis XIV entre dans Charleroi et en ordonne la reconstruction. 
Dès septembre 1671, Vauban souhaite la construction d'un pont sur la Sambre, mais le roi y est défavorable. En janvier 1675, l'architecte Lacoste propose son dessin « pour la fortification de Marcinelle » au ministre Louvois. Le projet est accepté par le roi et le 1er juillet les Français empiètent sur la principauté de Liège pour y construire la « Neuve ville » qui sera ultérieurement dénommée Ville-Basse.
Pendant ces travaux d'agrandissement, Charleroi subit deux sièges. En 1672 par le stathouder Guillaume III d'Orange-Nassau des États généraux des Provinces-Unies qui est mis en échec par la défense menée par le gouverneur de la forteresse, Charles-Louis de Montsaulnin, comte du Montal. En 1677, le même Guillaume III est mis en échec par le duc de Luxembourg.
Les travaux entamés en 1667 s'achèvent en 1678. La forteresse allait subsister telle quelle pendant presque vingt ans.
En août 1668, Louis XIV, avait accordé des privilèges, dont l'exemption d'imposition, afin d'attirer des habitants. Ces exemptions seront prolongées à plusieurs reprises par les différents souverains dont dépendaient les lieux. 
La Ville-Basse de Charleroi est créée en 1675 sur ordre de Louis XIV pour étendre la place forte et défendre le passage de la Sambre.  pour défendre le pont en bois comportant une partie mobile jeté sur la Sambre pour permettre l'accès à la forteresse, la Ville-Haute, depuis le sud. À la Ville-Basse, ce pont débouchait sur un réduit entouré d'eau. Il fallait franchir un dernier pont en bois pour mettre le pied sur « la place d'arme de la Basse-Ville ». De cette place centrale partent deux quais et quatre rues rayonnantes. Les actuelles rues de Marcinelle, Charles Dupret, Puissant d'Agimont et la rue de Marchienne en gardent le tracé. Une cinquième rue était prévue à l'origine, comme le montre un plan manuscrit de la main de Vauban. Mais la construction du couvent des Capucins fit qu'elle ne fut pas réalisée. Cette rue, le pendant de l'actuelle rue Charles Dupret, devait se situer à peu près à l'endroit de l'actuelle rue du Collège, laquelle fut percée en 1837 à travers l'ancien emplacement du jardin de la communauté disparue à la Révolution française.

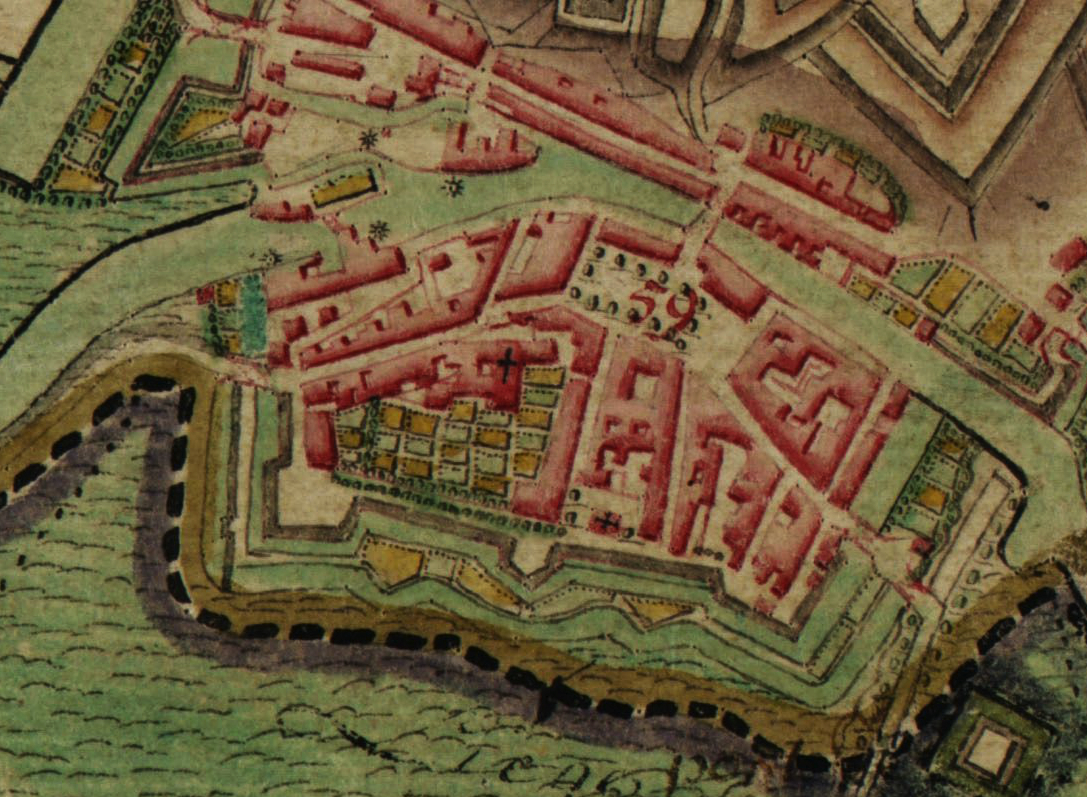
La ville-basse de Charleroi vers 1770 (carte de Ferraris).

Après la prise de la ville en 1746 par le prince de Conti lors la guerre de Succession d’Autriche et sa restitution à l'Autriche par Louis XV en 1748, les fortifications seront partiellement démantelées. Le réduit disparait et un pont dormant en pierre de taille remplace le pont en bois. La carte de Ferraris de la fin du XVIIIe siècle indique un bâti relativement dense, sauf le vaste îlot à l'ouest, occupé en grande partie par le couvent des Capucins, construit en 1681, dont les jardins s'étendent jusqu'aux remparts. 

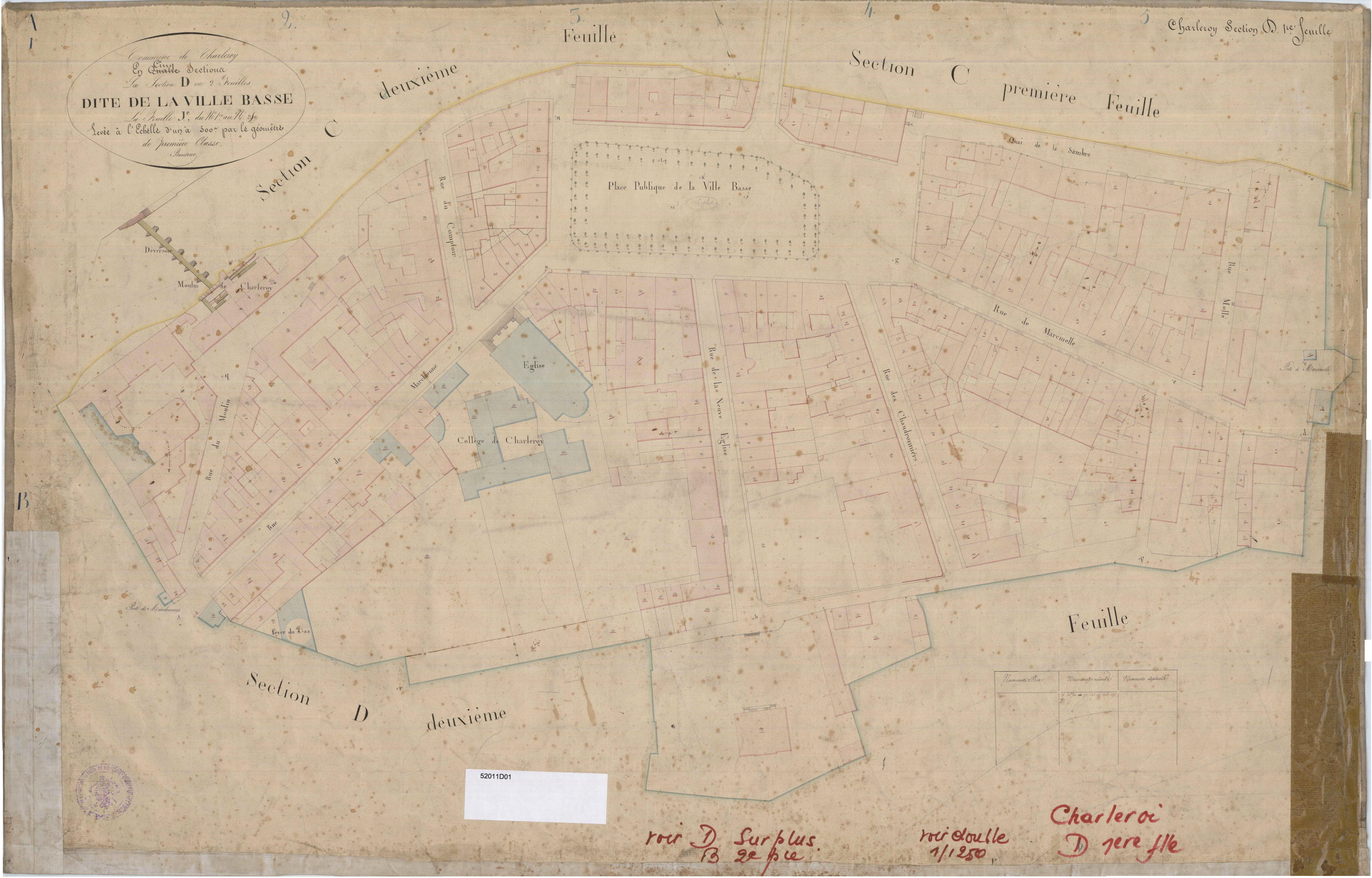
La Ville-Basse vers 1835 (plan cadastral primitif).

À la Révolution française, en 1796 sous le Directoire, le couvent est vendu comme bien national puis acheté en 1803 par l'administration communale qui y installe la Maison de ville et en 1845 un collège communal. L'église conventuelle, qui devient église paroissiale en 1804, est remplacée en 1830 par l'église Saint-Antoine-de-Padoue, érigée par Jean Kuypers. Une nouvelle voie, la rue du Collège, est percée en 1837 à travers les anciens jardins du couvent. 
Après la rectification du canal de dérivation de la Sambre, la création de la voie ferrée et la gare au sud du canal en 1843, les remparts qui étaient établis en ce lieu laissent la place à de nouveaux îlots urbanisés situés le long de la voie d'eau. La bourgeoisie d'affaires, organisée en chambre de commerce dès 1827, s'y installe. Ceci intensifie la vocation commerciale de la Ville-Basse. Ville qui est située au cœur d'une région en pleine effervescence industrielle : l'extraction de la houille, la sidérurgie, la verrerie et la chimie.
Après la Seconde Guerre mondiale, le comblement de l'ancien bras de la Sambre, entamé au début des années 1930, est terminé et le boulevard Joseph Tirou qui le remplace est inauguré en 1948. Les immeubles qui séparaient la place de la rivière sont démolis et remplacés par les Nouvelles galeries en 1953. À l'exception de construction de nouveaux immeubles, dont le centre Albert, l'endroit conserve globalement son ordonnance générale pendant une quarantaine d'années. 

## Description
Trois immeubles dominent la Ville-Basse, le Centre Albert (82 m), le Centre Europe (56 m) et l'immeuble de la FGTB. 

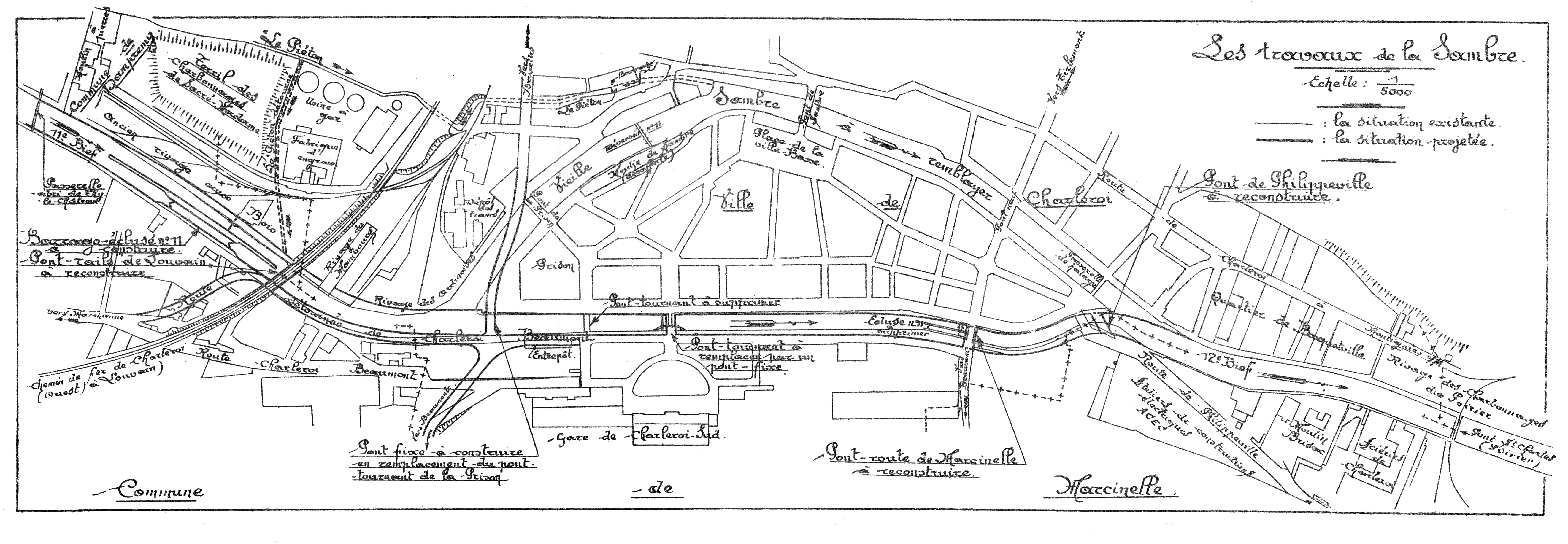
Les travaux de la Sambre. Plan fin des années 1920.
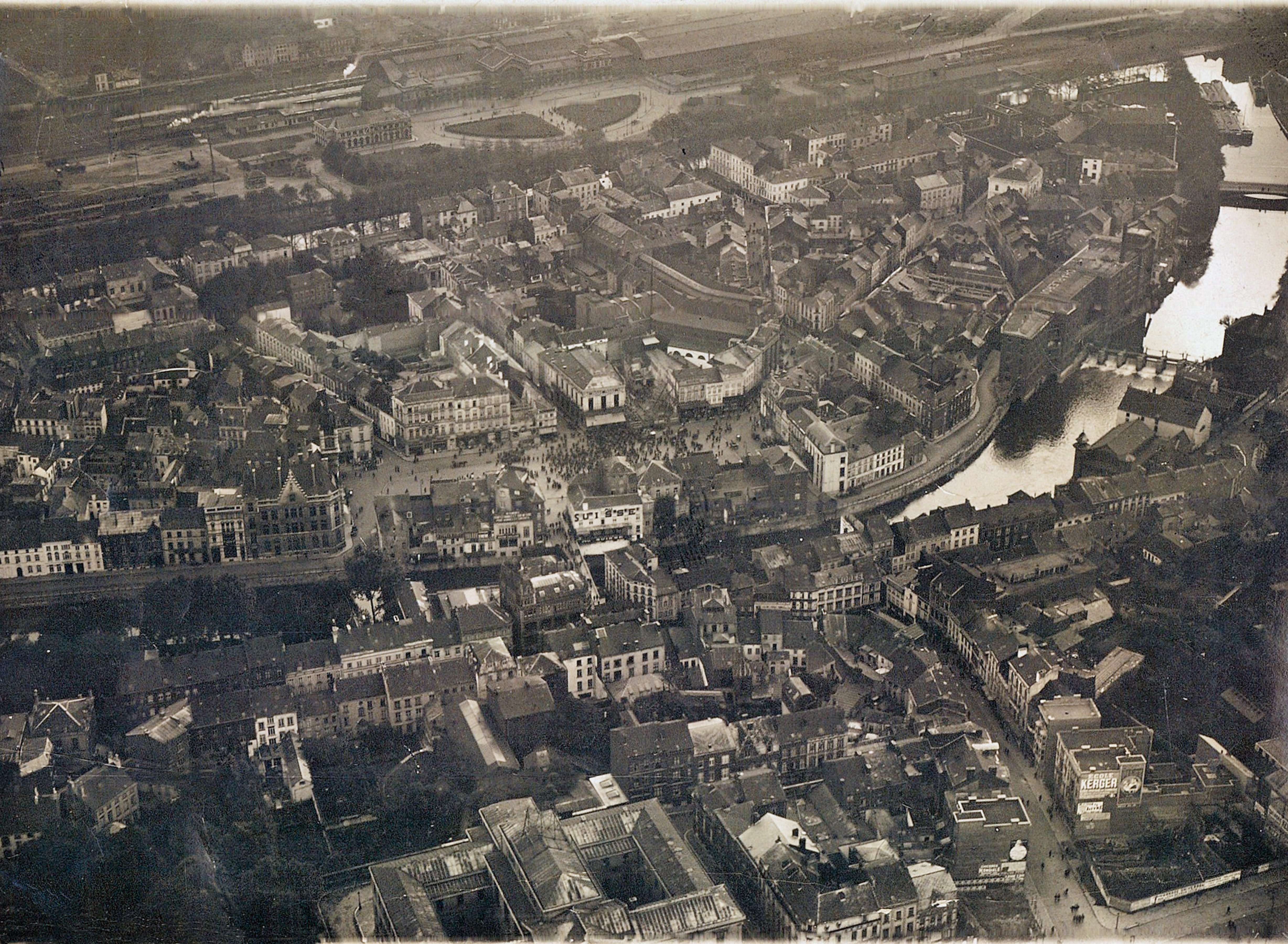
Vue aérienne de la Ville Basse et la place en 1919.